# Pjotr Alexejewitsch Besobrasow

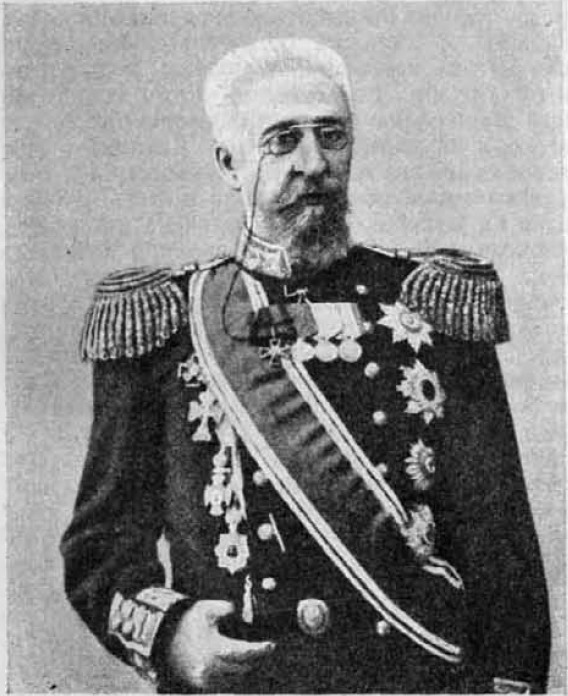
Pjotr Alexejewitsch Besobrasow, 1911

Pjotr Alexejewitsch Besobrasow (russisch Пётр Алексе́евич Безобра́зов; wissenschaftliche Transliteration Pëtr Alekseevič Bezobrazov, * 17. Januarjul. / 29. Januar 1845greg.; † 4. Junijul. / 17. Juni 1906greg.) war ein Admiral der Kaiserlich Russischen Marine.

## Biographie
Besobrasow begann seine militärische Marinelaufbahn 1864 an Bord der Fregatte Swietlana. 1885 wurde er zum Kommandanten eines Kanonenbootes ernannt. 1890 folgte die Beförderung zum Kapitän. Von 1893 bis 1897 kommandierte er die Panzerfregatte General-Admiral, die der erste Gürtelpanzerkreuzer weltweit war. Danach folgte ein Kommando auf dem Schlachtschiff Nawarin. 1899 wurde er zum Konteradmiral befördert und diente als Stabschef an der Marinebasis in Kronstadt, wo er zugleich bis 1901 stellvertretender Kommandeur der Baltischen Flotte war. Anschließend wurde er an die Schwarzmeerflotte transferiert, bei der er 1903 zum Vizeadmiral ernannt wurde.
Im Russisch-Japanischen Krieg wurde er nach dem Tod des Vizeadmirals Stepan Makarow am 8. Mai 1904 zum Oberbefehlshaber des 1. Pazifikgeschwaders ernannt. Am 12. Juni 1904 erreichte er Wladiwostok, konnte aber Port Arthur wegen der japanischen Seehoheit nicht erreichen. Gleichzeitig erhielt Besobrasow das Kommando über das Unabhängige Kreuzergeschwader Wladiwostok. Auf Befehl Admiral Karl Jessens verließ er am 15. Juni 1904 Wladiwostok, um japanische Transportschiffe in der Straße von Tsushima abzufangen und zu vernichten. Im Rahmen dieser Operation kam es zum Hitachi-Maru-Vorfall, bei dem zwei japanische Transporter versenkt und einer schwer beschädigt wurden. Über 1300 japanische Seeleute und Soldaten fanden dabei den Tod, was der höchste Verlust an Menschenleben bei der Versenkung eines Schiffes innerhalb des Krieges darstellte. Besobrasow konnte anschließend mit seinen Panzerkreuzern Rossija, Rurik und Gromoboi ungehindert wieder den Hafen von Wladiwostok erreichen. Im September 1904 verließ Besobrasow Wladiwostok, um in Kronstadt als Oberbefehlshaber die Baltische Flotte zu übernehmen. Im Dezember 1904 übernahm er das Amt des Marinegeneralstabschefs.
Besobrasow starb am 17. Juni 1906.

## Auszeichnungen
- Orden des Heiligen Wladimir, 4. Klasse, 1890
- Orden des Heiligen Wladimir, 3. Klasse, 1894
- Orden des Heiligen Wladimir, 2. Klasse mit Schwertern, 1904
- Russischer Orden der Heiligen Anna 3. Klasse
- Russischer Orden der Heiligen Anna 2. Klasse
- Russischer Orden der Heiligen Anna 1. Klasse, 1903
- Sankt-Stanislaus-Orden 3. Klasse
- Sankt-Stanislaus-Orden 2. Klasse
- Sankt-Stanislaus-Orden 1. Klasse
- Orden der Aufgehenden Sonne (Japan), 2. Klasse, 1901
- Orden der Krone von Rumänien, 1901
- Militär-Verdienstorden (Bulgarien), 1901